# Apple Fitness+
Apple Fitness+（アップルフィットネスプラス）とは、フィットネスに関連するAppleのサービスである。

## 概要
2020年9月のApple Eventで発表された。
Apple Watchのために作られた初めてのフィットネスサービスで、Apple Watch及びGymKit対応のマシンからの測定値を取り込んでiPhone、iPad、Apple TVの画面でユーザーが確認できるようになっている。
またAppleが作成した沢山の専用ビデオを見ることができる。
全てのApple Watchユーザーが1ヶ月無料で利用でき、また2020年9月15日以降にApple Watch Series 3以降をAppleで購入した場合、Apple Fitness+を3か月間無料で利用できる。
なおこれらは2020年12月14日に開始したが、現時点で日本ではアナウンスされていない。2021年に新たに15カ国が追加され21カ国で利用可能となったが、日本では提供されない状態が続いている。